# Undeniable
《不可置否》（英語："Undeniable"）是挪威唱片製作人兼DJ凱戈創作的一首歌曲，美國搖滾樂團X大使也客串演出。它於 2021 年 10 月 15 日透過RCA唱片發行。凱戈與Ethan Snoreck、Jacob Kasher、Nick Long、Patrick Martin和X大使的主唱Sam Harris共同創作了這首歌，並與Petey Martin一起製作了這首歌。這也是雙方的首次合作。

## 背景
X大使在新聞稿中表示：
我一直對大情歌很感興趣，但最終卻很少寫它們。这首歌如此有機、快速地組合在一起——與Kash、Nick、Whethan 和 Kyrre一起寫它真是一種享受。老實說，我非常興奮能在我所有朋友的婚禮上唱這首歌。

## 內容
EDMtunes的德魯·巴金（Drew Barkin）將這首歌描述為“一首發自內心的歌曲，會讓你想起所愛的人”. 這首歌以F♯大調寫成，節奏為每分鐘108拍。

## 制作群
以下信息取自Tidal。
- 凱戈–製作人、作曲家、作詞家、共同表演者
- X 大使 – 相關表演者
- 皮蒂馬丁 – 製片人
- 伊森‧史諾雷克 – 作曲家、作詞家
- 雅各卡舍爾 – 作曲家、作詞家
- 尼克朗 – 作曲家、作詞家
- 派崔克馬丁 – 作曲家、作詞家
- 山姆·納爾遜·哈里斯 – 作曲家、作詞家
- Bryce Bordone – 助理工程師
- 約翰‧哈內斯 – 工程師
- Randy Merrill – 母帶工程師
- Serban Ghenea – 混音工程師
- Ryan Dulude – 錄音工程師

## 榜单
| 榜单 (2021年)                                | 最高 排名 |
| -------------------------------------------- | --------- |
| 愛爾蘭（愛爾蘭唱片音樂協會榜）               | 79        |
| 荷兰（荷蘭四十強單曲榜）                     | 39        |
| 挪威（世道榜）                               | 8         |
| 瑞典 (最熱榜）                               | 41        |
| 瑞士（瑞士热门音乐榜）                       | 55        |
| 美國（《告示牌》Hot Dance/Electronic Songs） | 8         |

| 榜单（2022年）                               | 排位 |
| -------------------------------------------- | ---- |
| 美國（《告示牌》Hot Dance/Electronic Songs） | 88   |